# دار بن عبد الله
دار بن عبد الله، هو قصر ومتحف تونسي يقع في الحي الجنوبي للمدينة العتيقة للعاصمة قرب تربة الباي.

## تاريخ
يرجع بناءه إلى أواخر القرن الثامن عشر وقد سمي على اسم أحد ماليكيه القدامى. تعد الدار أحد أبرز قصور المدينة العتيقة الأربعة إلى جانب دار الأصرم، دار باش حامبة ودار حسين.

## وصف
يتكون القصر من بناية رئيسية ومن ملحقات وتوابع، ويحتوي على زخارف تعد مزيجا من النمطين الأندلسي والمقلد للإيطالي. تطل غرف القصر على صحن داخلي يفتح على الشارع ببوابة ضخمة. أصبحت الدار منذ 1978 تحتوي على متحف يعرض فيه نماذج من الصناعات التقليدية التونسية.

## أنظر أيضا
- متحف نابل

## معرض صور

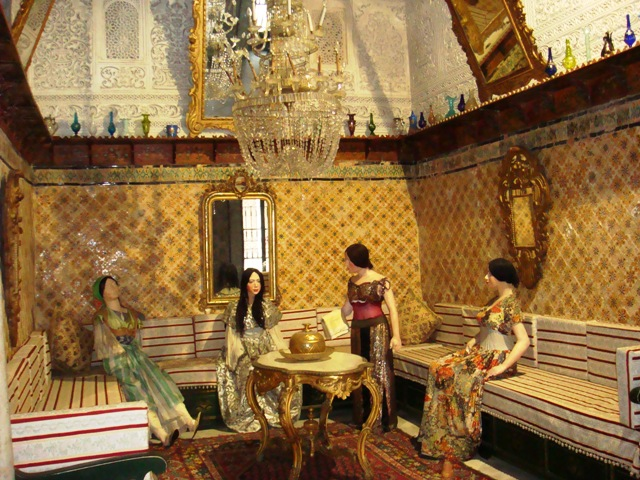
مشهد من الحياة اليومية
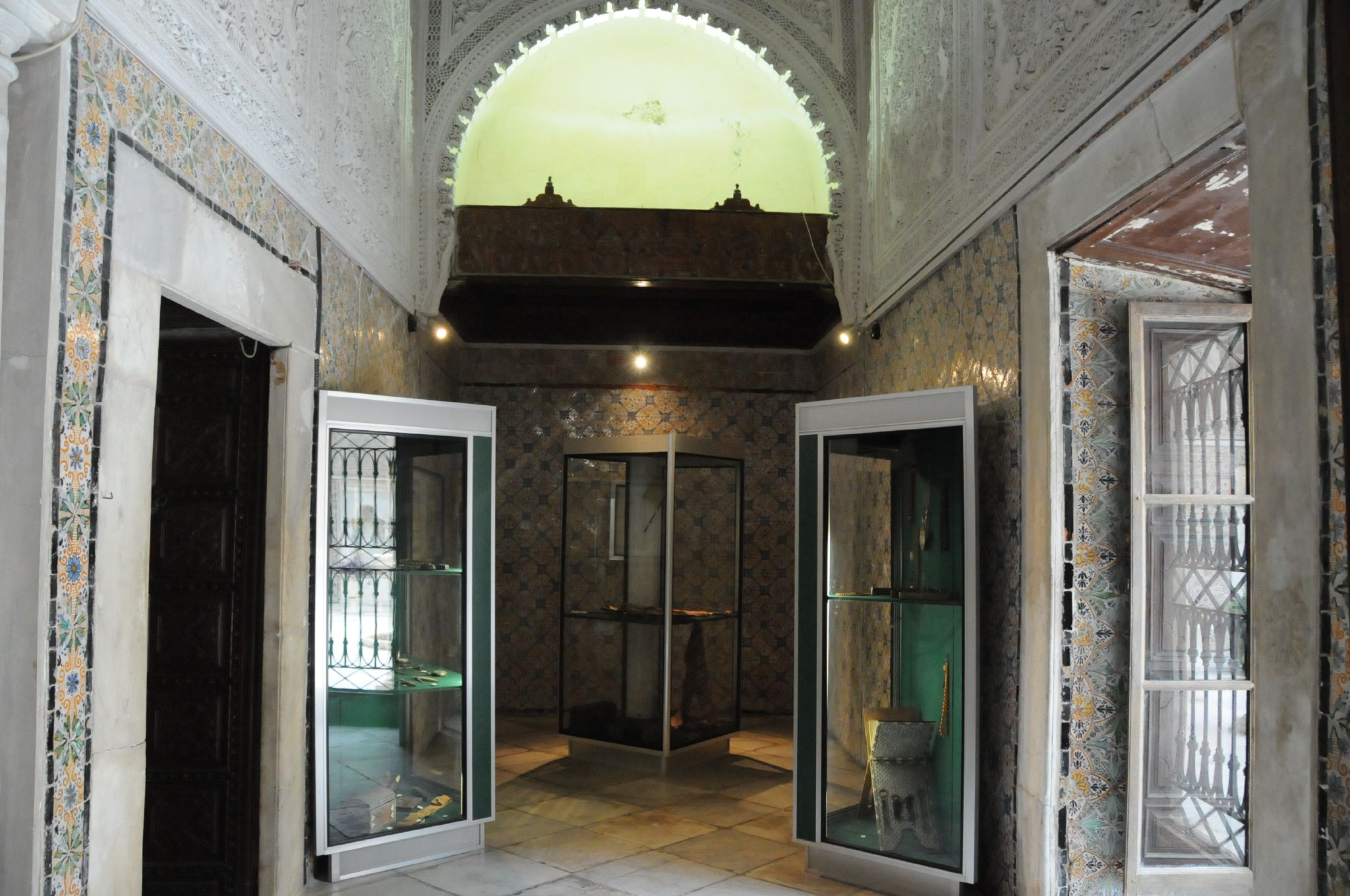
غرفة
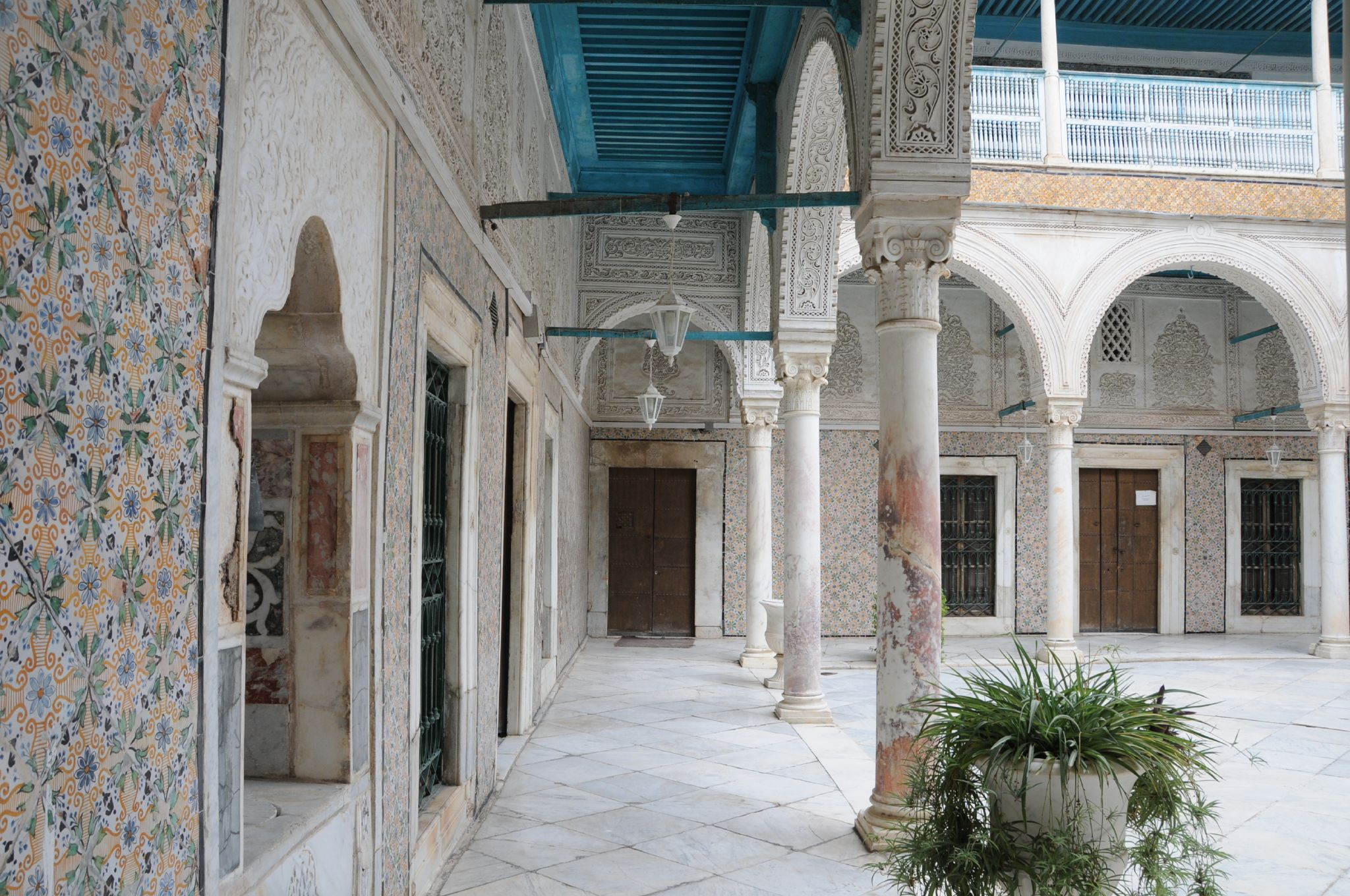
رواق بالبهو الرئيسي
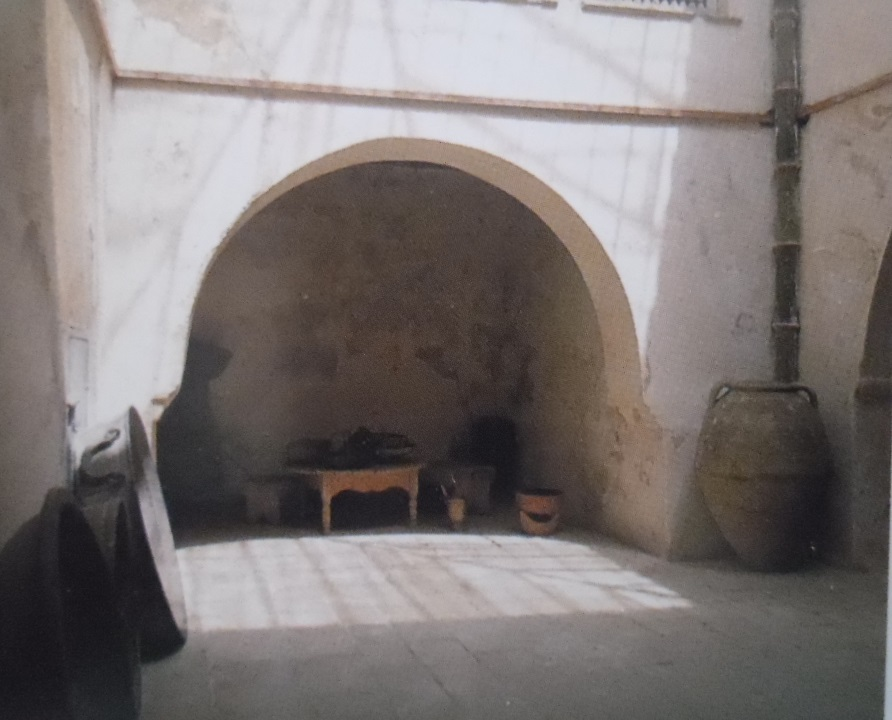
فناء الخدم
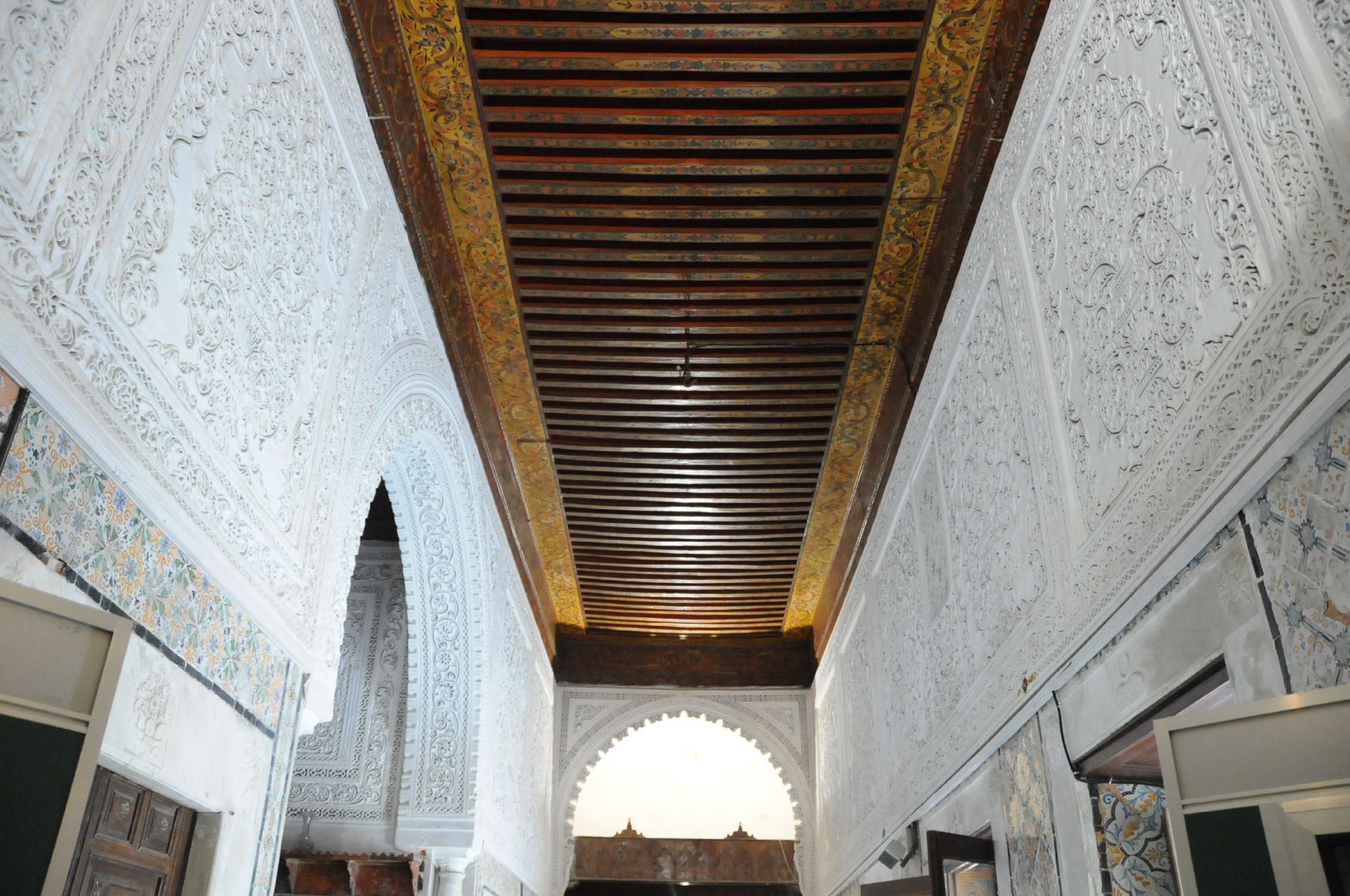
زخارف السقف
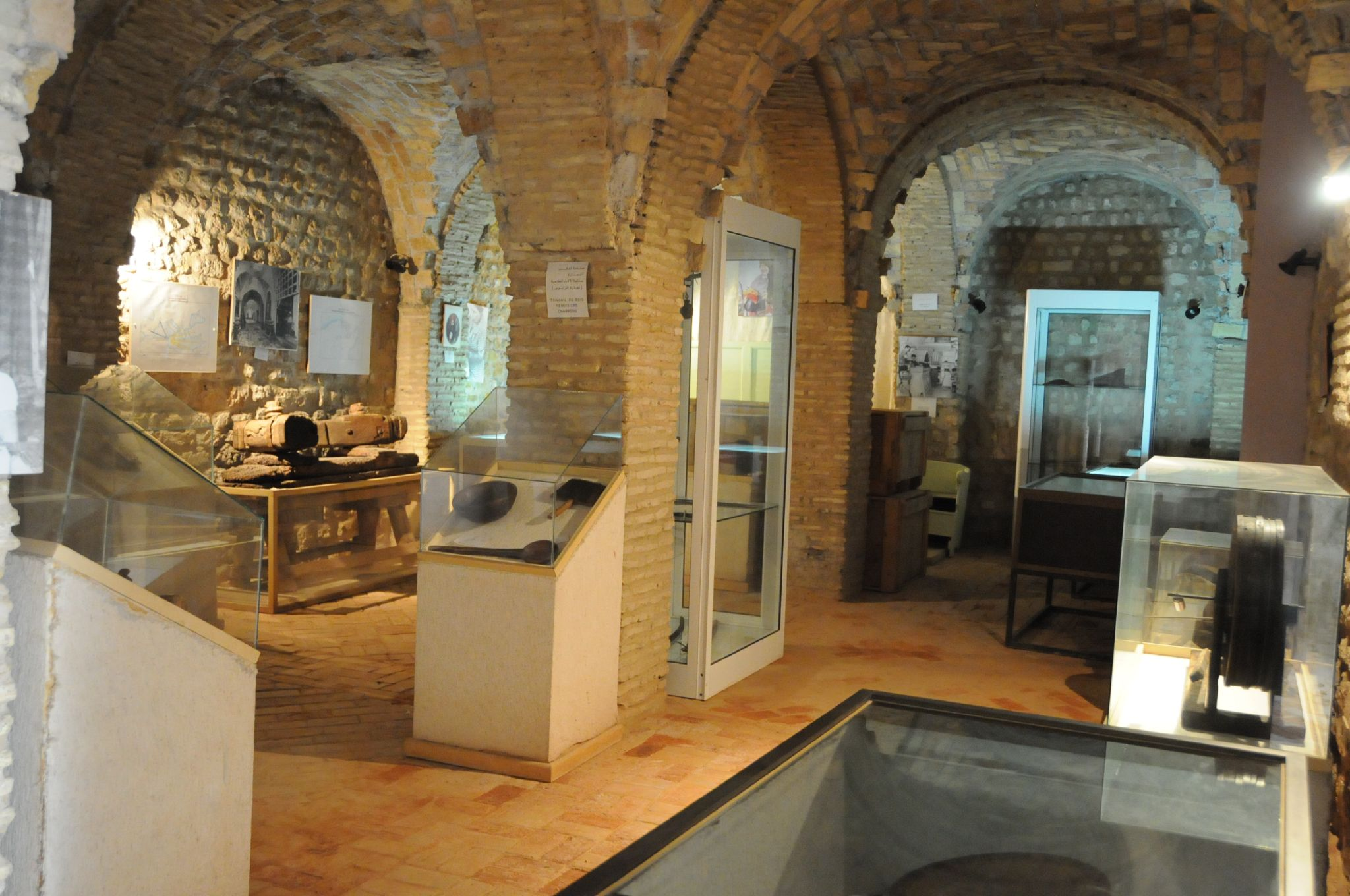
المتحف
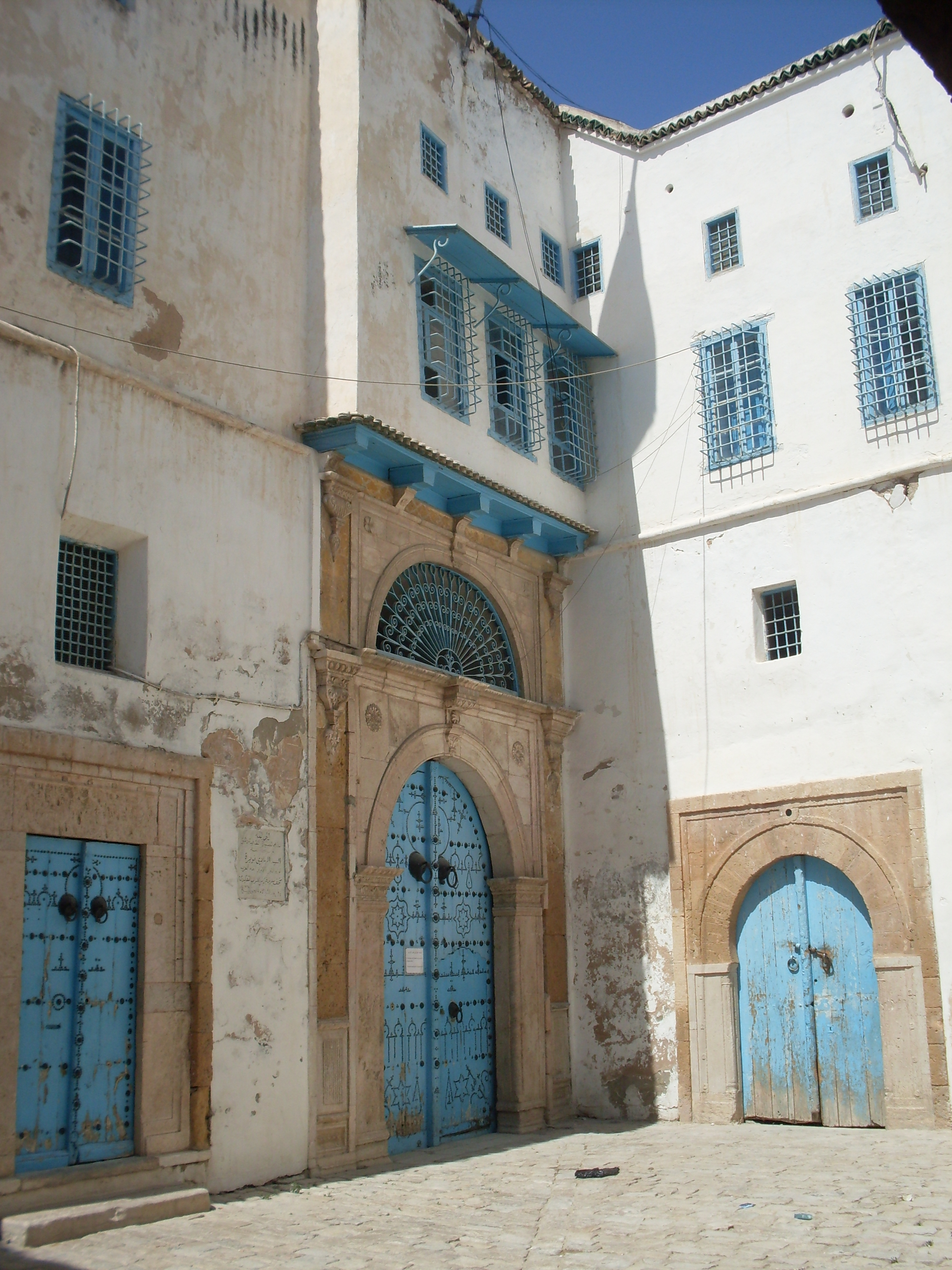
باب دار بن عبد الله
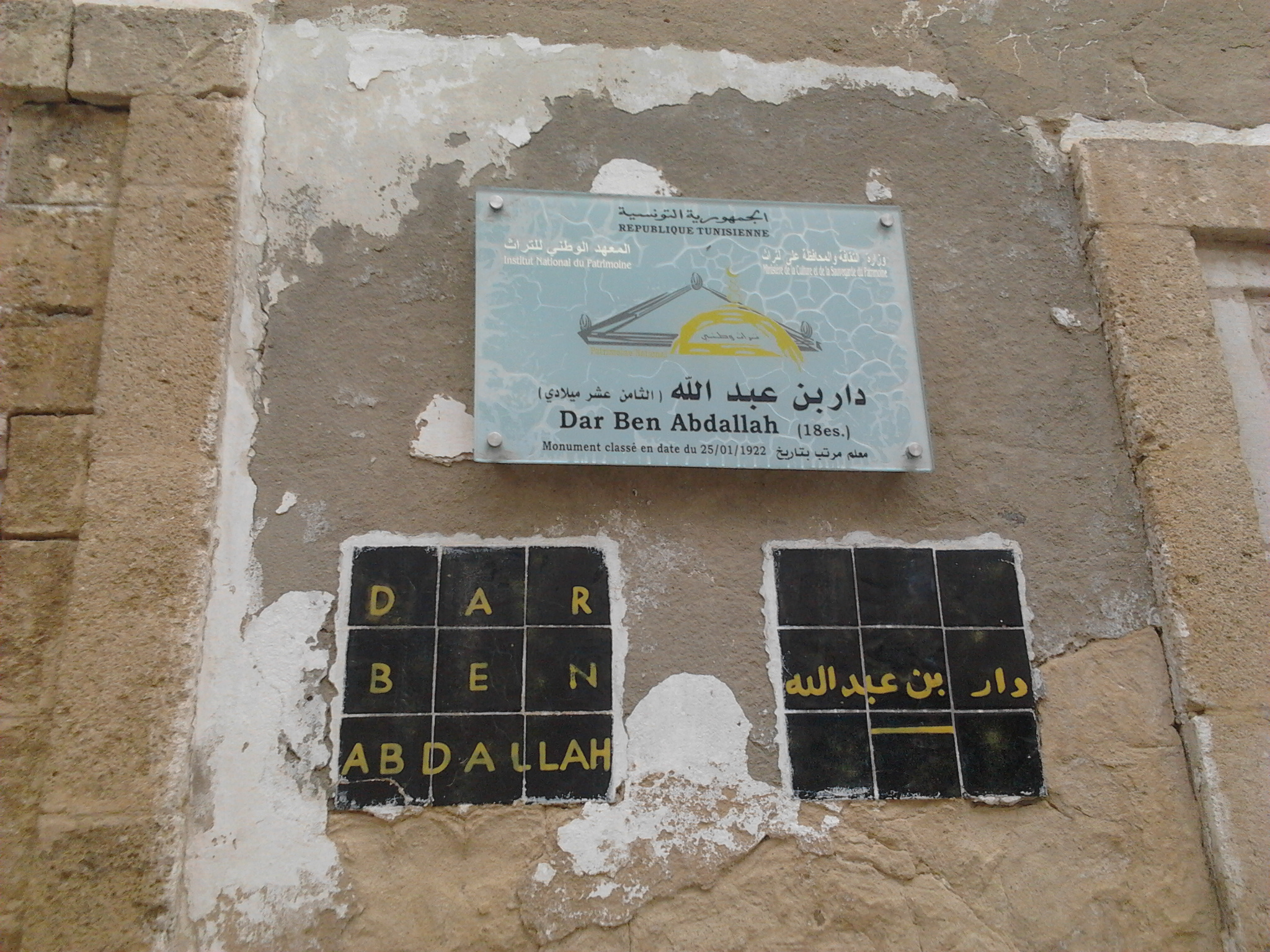
لافتة دار بن عبد الله
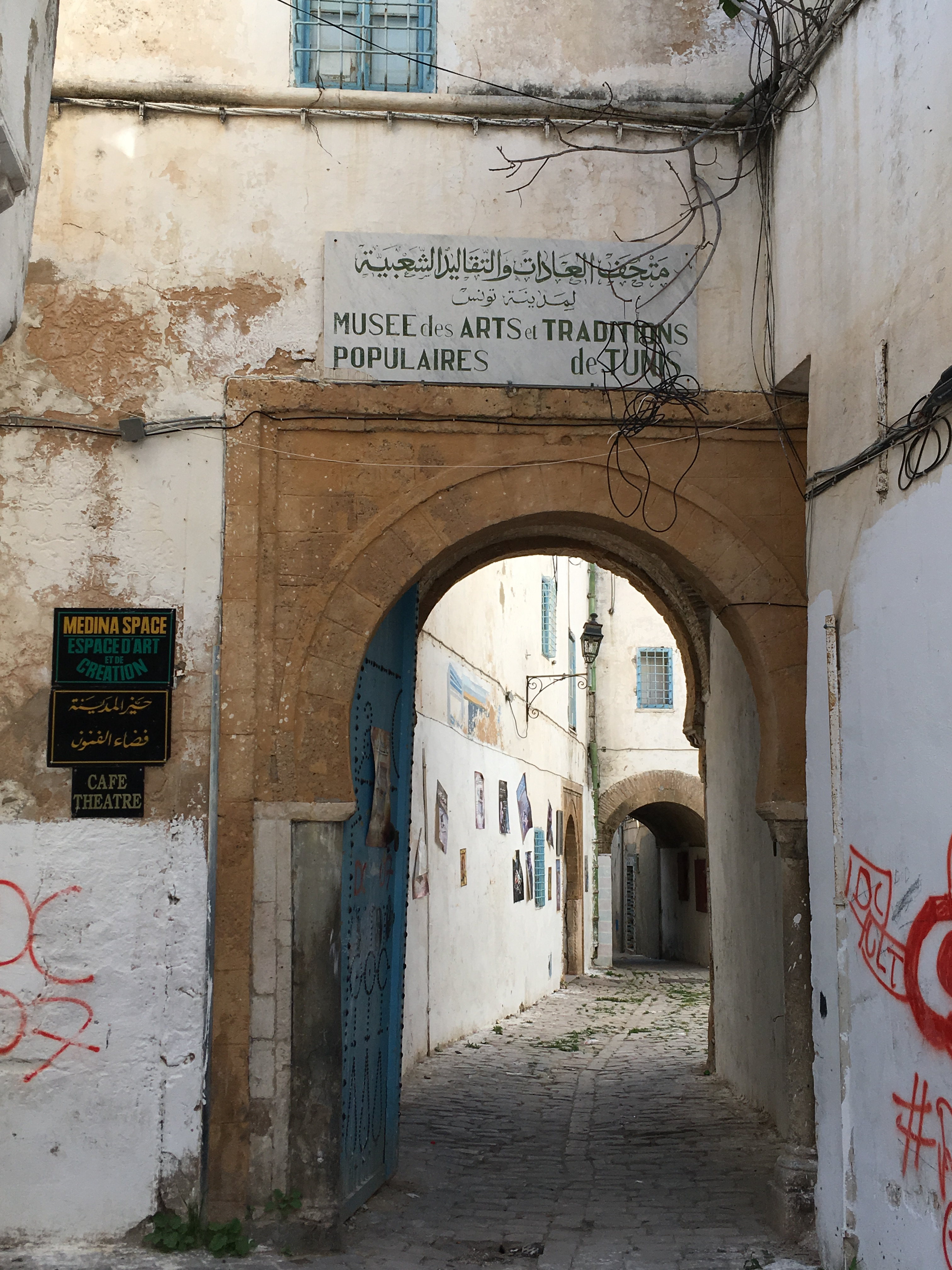
نهج دار بن عبد الله

## وصلات خارجية
- صفحة عن دار بن عبد الله في موقع وكالة إحياء الترث والتنمية الثقافية نسخة محفوظة 20 نوفمبر 2007 على موقع واي باك مشين.